# Nati nel 1329
| Questa pagina contiene informazioni ricavate automaticamente dalle voci biografiche con l'ausilio del template Bio e di un bot. L'aggiornamento è periodico e automatico e ricostruisce completamente la pagina. Se manca una persona in questa lista, sei pregato di non aggiungerla, ma accertati piuttosto che la sua voce biografica contenga il template Bio e che i dati anagrafici siano correttamente compilati. Se il template Bio manca, inseriscilo tu stesso o, in alternativa, metti l'avviso {{tmp\|Bio}} che ne segnala la mancanza. Se i dati riportati sono sbagliati, correggi direttamente la voce biografica; le modifiche saranno visibili in questa lista entro pochi giorni. Per chiarimenti vedi il progetto biografie. La lista contiene solo le 11 persone che sono citate nell'enciclopedia e per le quali è stato implementato correttamente il template Bio. Pagina aggiornata al 13 gen 2025. |

- 26 settembre - Anna di Baviera, sovrana tedesca († 1353)
- 22 novembre - Elisabetta di Meißen, nobile tedesca († 1375)
- 29 novembre - Giovanni I di Baviera, nobile tedesco († 1340)
- 11 dicembre - Ferdinando d'Aragona, marchese († 1363)
- Abu 'Inan Faris, sultano berbero († 1358)
- Lorenzo Acciaiuoli, nobile e militare italiano († 1353)
- Filippo II d'Angiò, principe italiano († 1374)
- Lazar Hrebeljanović, condottiero e santo serbo († 1389)
- Isabella de la Cerda, principessa († 1389)
- Niceforo II d'Epiro († 1359)
- Elisabetta di Baviera, nobile tedesca († 1402)